# Libration (Spektroskopie)

Ein zweiatomiges Molekül, das eine Libration erfährt.

Libration (vom lateinischen Verb librare „im Gleichgewicht halten“ oder „schwingen“; vgl. libra „Waage“) ist eine Form der Hin-und-Herbewegung, auch als Taumelbewegung bezeichnet, bei der sich ein Objekt mit einer nahezu festen Ausrichtung immer wieder leicht hin und her dreht. In Physik und Chemie kann ein Molekül (oder eine andere Gruppe von Atomen) einer Libration unterliegen, wenn es äußeren Kräften oder Einschränkungen unterliegt, die seine Orientierung einschränken.
So wird beispielsweise in flüssigem Wasser (H2O) ein bestimmtes Wassermolekül von benachbarten Molekülen angezogen, so dass es eine bevorzugte Ausrichtung erhält und sich nicht frei drehen kann. (Natürlich bewegen sich die benachbarten Moleküle im Laufe der Zeit und die bevorzugte Ausrichtung ändert sich.) Es kann jedoch Librationsbewegungen durchlaufen, die in einem Infrarotspektrum auswertbar sind und zur Bewegungseinschränkung anderer Schwingungen, wie beispielsweise der OH-Streckschwingung, beitragen.
Ein anderes Beispiel ist ein molekularer Kristall: Jede molekulare Einheit hat aufgrund von Wechselwirkungen mit den benachbarten Molekülen eine bevorzugte Orientierung, aber sie haben dennoch Librationsmodi, die kleinen Rotationen um diese bevorzugte Orientierung entsprechen.